# Karang Mendapo
Karang Mendapo is een bestuurslaag in het regentschap Sarolangun van de provincie Jambi, Indonesië. Karang Mendapo telt 2319 inwoners (volkstelling 2010).